# Dm (digramme)
Cette page contient des caractères spéciaux ou non latins. S’ils s’affichent mal (▯, ?, etc.), consultez la page d’aide Unicode.
Pour les articles homonymes, voir DM.
Dm (minuscule dm) est un digramme de l'alphabet latin composé d'un D et d'un M.

## Linguistique
- En yele, le digramme « dm » sert à représenter le son [t͡pn͡m].

## Représentation informatique
Comme la majorité des digrammes, il n'existe aucun encodage de Dm sous un seul signe, il est toujours réalisé en accolant un D et un M.